# Barrage de Forata
Le barrAJe Forata se trouve dans la commune de Yátova, dans l'arrière-pays de la province de Valence, en Espagne.
Il fut construit en 1969 sur le rivière Magro, son lac couvre une surface de 231 hectares avec une capacité maximale de 37 hm³.
Ce barrage appartient à la Confederación Hidrográfica del Jucar.
Le barrage de Forata a joué un rôle essentiel los de la goutte froide de 2024 en Espagne. En effet, it était rempli seulement à 14,16% avant le début des évennements et cela a permis de réduire l'ampleur de phénomène en retenant une partie du débit du Magro. Ceci n'a malheureusement pas évité les inondations qui ont eu lieu en aval, mais une catastrophe encore plus importante aurait certainement eu lieu s'il n'y avait pas eu le barrage.